# 88-о средно училище „Димитър Попниколов“
88 средно училище „Димитър Попниколов“ в София е създадено на 20 май 1994 г. със заповед №РД 14 – 28/20 май 1994 г. на министъра на образованието и науката Марко Тодоров (ДВ бр.45 от 3 юни 1994).
Първият директор на 88 СОУ е Юрий Анджекарски, а от 1995 г. след конкурс е назначена Милена Пенева. Започва обучение на 403 ученици с 21 учители.
За кратко време училището се утвърждава като съвременно с модерни технологии, отговарящо на изискванията на родителите и става предпочитано в район „Овча купел“. Сред завоеванията на колектива са участия в национални програми и международни проекти, награди на учители по английски език за реализация на проекти по програма Сократ, подпрограма „Коменски“, а сред постиженията на възпитаниците на училището са призови места в национални конкурси по изобразително изкуство, участия в международни изложби и конкурси в Индия и Македония, завоювани награди в национални състезания и турнири по баскетбол, футбол и хокей на трева.
Успех за училището е и реализиран 80% прием на абитуриенти във ВУЗ и всяка година записани студенти в чуждестранни университети в Холандия, Великобритания, Австрия и Белгия.
Днес 88 СОУ е с 45 паралелки, в които се обучават 1100 ученици от 1-ви до 12-и клас и 1 подготвителен клас. За тяхното обучение и възпитание се грижат 96 учители и 24 служители и работници. Приоритет в училищната политика е обучението по чужди езици, информатика, информационни технологии, география и икономика.
През 2008 година 88 СОУ „Димитър Попниколов“ издава книжката „Моята България ученическа тетрадка по родолюбие“, която съдържа ученически есета.